# José Ragonessi
Ragonessi  Guzmán est un nom espagnol. Le premier nom de famille, en général paternel, est Ragonessi ; le second, en général maternel, souvent omis, est Guzmán.
José Carlos Ragonessi Guzmán, né le 11 décembre 1984, est un coureur cycliste équatorien, membre de l'équipe cycliste Ecuador.

## Repères biographiques
Avec l'équipe RPM-Ecuador, José Ragonessi débarque en Europe, début juin 2013. Ragonessi est le capitaine de route et manager de la formation qui dispute vingt-sept jours de compétition sur le Vieux Continent. La première course disputée est le Grand Prix Abimota au Portugal. Le programme a été dessiné par Ragonessi, en collaboration avec le directeur de Pro Cycling Consulting. Ragonessi s'est occupé de toute la logistique pour sa formation. L'objectif principal qu'il s'est fixé est de faire progresser son équipe et de faire connaitre l'Équateur. Ce périple doit permettre au Team RPM de jauger son niveau et de mûrir pour devenir une équipe continentale en 2014.

## Palmarès sur route

### Par années
- 2006
  - 3e étape du Tour de l'Équateur
- 2007
  - 3e du championnat d'Équateur sur route
- 2009
  - 2e du championnat d'Équateur du contre-la-montre
- 2010
  -  Champion d'Équateur sur route
  - 2e du championnat d'Équateur du contre-la-montre
- 2011
  -  Champion d'Équateur du contre-la-montre
  - 2e du championnat d'Équateur sur route
- 2014
  -  Champion d'Équateur du contre-la-montre
- 2015
  -  Champion d'Équateur sur route

### Classements mondiaux
| Année            | 2007 | 2008 | 2009 | 2010 | 2011 | 2012 | 2013 | 2014 | 2015 |
| ---------------- | ---- | ---- | ---- | ---- | ---- | ---- | ---- | ---- | ---- |
| UCI America Tour | 165e | 387e | 310e | 222e |      |      | 247e | 135e | 72e  |

## Palmarès sur piste
- 2012
  -  Médaillé de bronze panaméricain de l'américaine (avec Byron Guamá)

## Résultats sur les championnats

### Championnats du monde professionnels
| - Mendrisio 2009 : 60e au classement final. - Florence 2013 : 70e au classement final. | - Florence 2013 : abandon. |

### Championnats panaméricains
| - Valencia 2007 - 5e de la poursuite par équipes. - Aguascalientes 2010 - 7e de l'omnium. - Medellín 2011 - 8e de la course scratch. - 9e de la poursuite par équipes. - 9e de l'omnium. - Mar del Plata 2012 - Médaillé de bronze de l'américaine (avec Byron Guamá). - 9e de la course aux points. - Santiago 2015 - Sixième de la poursuite par équipes (avec Carlos Quishpe, Luis Jaramillo et Esteban Villareal) | - São Paulo 2006 - 11e de la course en ligne Espoir. - 6e du contre-la-montre Espoir. - Valencia 2007 - Abandon pendant la course en ligne. - 22e du contre-la-montre. - Montevideo 2008 - 18e du contre-la-montre. - Mar del Plata 2012 - 23e de la course en ligne. - Zacatecas 2013 - 14e de la course en ligne. - 7e du contre-la-montre. - Puebla 2014 - 6e du contre-la-montre. - 28e de la course en ligne. |